# Wolfgang Mertens

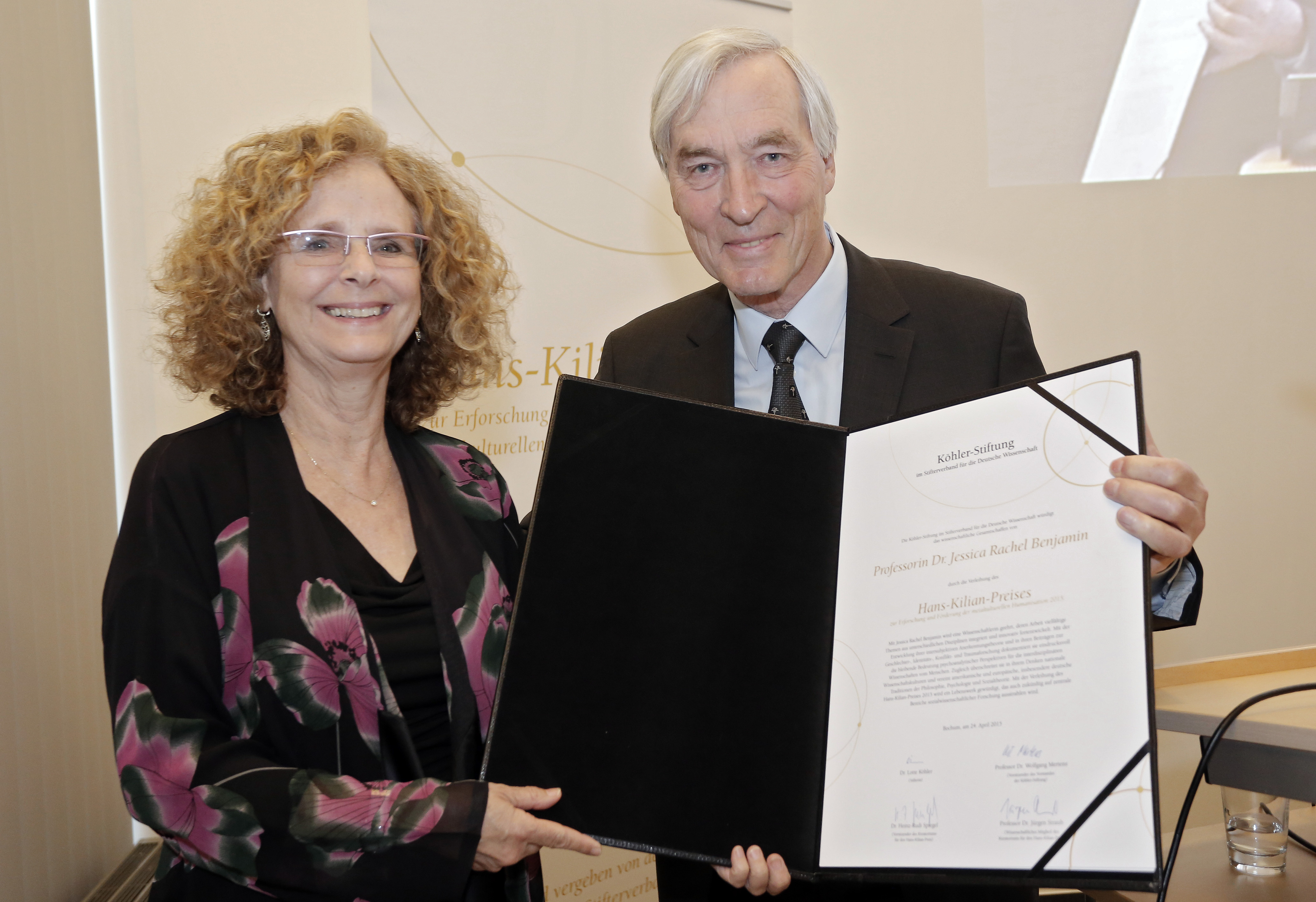
Wolfgang Mertens mit Jessica Benjamin (2015)

Wolfgang Mertens (* 10. März 1946 in Hamburg) ist ein deutscher Psychologe, Psychoanalytiker und emeritierter Hochschullehrer. 

## Leben und Wirken
Mertens studierte ab 1969 Psychologie an der Universität München. Parallel dazu ließ er sich bis 1979 an der Akademie für Psychoanalyse und Psychotherapie München e. V. zum Psychoanalytiker ausbilden; seine Lehranalyse absolvierte er ab 1973 bei Heinz Holfeld (1926–2022). Er wurde 1975 an der Universität München promoviert. Mertens war von 1982 bis 2011 Professor für Klinische Psychologie und Psychoanalyse an der Universität München. Von 1985 bis 1995 war er Ausbildungsleiter der Akademie für Psychoanalyse und Psychotherapie München e. V., an der er auch als Lehranalytiker und Supervisor tätig ist.
Seine Schwerpunkte liegen in der analytischen Behandlungstechnik, Entwicklungspsychologie, Krankheitslehre und der Methodologie.
Mertens ist Vorsitzender des Vorstandes der Köhler-Stiftung im Stifterverband.

## Schriften (Auswahl)
Als Autor
- Psychoanalyse. Kohlhammer, Stuttgart 1981; 6., vollständig überarbeitete Neuauflage: Psychoanalyse: Grundlagen, Behandlungstechnik und angewandte Psychoanalyse. 2005, ISBN 3-17-016934-3.
- Kompendium psychoanalytischer Grundbegriffe. Quintessenz, München 1992; 2. überarbeitete Auflage: Psychoanalytische Grundbegriffe: Ein Kompendium. Beltz, Weinheim 1998, ISBN 3-621-27404-9.
- Einführung in die psychoanalytische Therapie. 3 Bände. Kohlhammer, Stuttgart.
  - Band 1: 1990; 3., überarbeitete Auflage 2000, ISBN 3-17-015689-6.
  - Band 2: 1990; 3., aktualisierte Auflage 2004, ISBN 3-17-016989-0.
  - Band 3: 1991; 2., verbesserte und aktualisierte Auflage 1993, ISBN 3-17-012576-1.
- Psychoanalyse: Geschichte und Methoden. Beck, München 1997; 4., aktualisierte Auflage 2008, ISBN 978-3-406-41861-7.
- Traum und Traumdeutung. Beck, München 1999; 4. Auflage 2008, ISBN 978-3-406-43317-7.
- Psychoanalytische Erkenntnishaltungen und Interventionen. Schlüsselbegriffe für Studium, Weiterbildung und Praxis. Kohlhammer, Stuttgart 2009; 2., aktualisierte und erweiterte Auflage 2014, ISBN 978-3-17-024372-9.
- Psychoanalytische Schulen im Gespräch. 3 Bände. Hans Huber, Bern 2010/2011/2012.
- Psychoanalyse im 21. Jahrhundert. Eine Standortbestimmung. Kohlhammer, Stuttgart 2014, ISBN 978-3-17-022273-1.
- Psychoanalytische Behandlungstechnik. Konzepte und Themen psychoanalytisch begründeter Behandlungsverfahren. Kohlhammer, Stuttgart 2015, ISBN 978-3-17-028424-1.

Als Herausgeber
- Schlüsselbegriffe der Psychoanalyse. Verlag Internationale Psychoanalyse, Stuttgart 1993; 3. Auflage 1997, ISBN 3-608-91637-7.
- Der Beruf des Psychoanalytikers. Klett-Cotta, Stuttgart 1997, ISBN 3-608-91840-X.
- mit Bruno Waldvogel: Handbuch psychoanalytischer Grundbegriffe. Kohlhammer, Stuttgart 2000; 4., überarbeitete und erweiterte Auflage (als Alleinherausgeber) 2014, ISBN 978-3-17-022315-8.